# كاسيك قرمزي الزمكى
كاسيك قرمزي الزمكى (الاسم العلمي: Cacicus uropygialis) (بالإنجليزية: Scarlet-rumped Cacique)‏ هو نوع من الطيور يتبع جنس الكاسيك من فصيلة الصفراويات.